# Coppa Davis 2007
La Coppa Davis 2007 è stata la 96ª edizione del massimo torneo riservato alle nazionali maschili di tennis. Vi hanno partecipato 123 nazioni. Nella finale disputata dal 30 novembre al 2 dicembre al Memorial Coliseum di Portland negli Stati Uniti, gli Stati Uniti hanno battuto la Russia 4-1.

## Gruppo Mondiale
| Squadre partecipanti | Squadre partecipanti | Squadre partecipanti | Squadre partecipanti |
| Argentina            | Australia            | Austria              | Bielorussia          |
| Belgio               | Cile                 | Croazia              | Rep. Ceca            |
| Francia              | Germania             | Romania              | Russia               |
| Spagna               | Svezia               | Svizzera             | Stati Uniti          |
| -------------------- | -------------------- | -------------------- | -------------------- |

### Tabellone
|  | Primo turno 9-11 febbraio                  | Primo turno 9-11 febbraio                   | Primo turno 9-11 febbraio           |                              |           | Quarti di finale 6-8 aprile | Quarti di finale 6-8 aprile         | Quarti di finale 6-8 aprile |   |   | Semifinali 21-23 settembre | Semifinali 21-23 settembre             | Semifinali 21-23 settembre |   |  | Finale 30 novembre - 2 dicembre | Finale 30 novembre - 2 dicembre | Finale 30 novembre - 2 dicembre |
|  |                                            |                                             |                                     |                              |           |                             |                                     |                             |   |   |                            |                                        |                            |   |  |                                 |                                 |                                 |
|  | La Serena, Cile (Terra)                    |                                             |                                     |                              |           |                             |                                     |                             |   |   |                            |                                        |                            |   |  |                                 |                                 |                                 |
|  | 1                                          | Russia                                      | 3                                   |                              |           |                             |                                     |                             |   |   |                            |                                        |                            |   |  |                                 |                                 |                                 |
|  | 1                                          | Russia                                      | 3                                   | Mosca, Russia (Terra indoor) |           |                             |                                     |                             |   |   |                            |                                        |                            |   |  |                                 |                                 |                                 |
|  |                                            | Cile                                        | 2                                   |                              |           |                             |                                     |                             |   |   |                            |                                        |                            |   |  |                                 |                                 |                                 |
|  |                                            | Cile                                        | 2                                   | 1                            | Russia    | 3                           |                                     |                             |   |   |                            |                                        |                            |   |  |                                 |                                 |                                 |
|  | Clermont-Ferrand, Francia (Cemento indoor) |                                             |                                     | 1                            | Russia    | 3                           |                                     |                             |   |   |                            |                                        |                            |   |  |                                 |                                 |                                 |
|  |                                            | 7                                           | Francia                             | 2                            |           |                             |                                     |                             |   |   |                            |                                        |                            |   |  |                                 |                                 |                                 |
|  | 7                                          | 7                                           | Francia                             | 2                            | Francia   | 4                           |                                     |                             |   |   |                            |                                        |                            |   |  |                                 |                                 |                                 |
|  | 7                                          |                                             |                                     |                              | Francia   | 4                           | Mosca, Russia (Terra indoor)        |                             |   |   |                            |                                        |                            |   |  |                                 |                                 |                                 |
|  |                                            | Romania                                     | 1                                   |                              |           |                             |                                     |                             |   |   |                            |                                        |                            |   |  |                                 |                                 |                                 |
|  |                                            |                                             |                                     |                              |           |                             | 1                                   | Russia                      | 3 |   |                            |                                        |                            |   |  |                                 |                                 |                                 |
|  | Krefeld, Germania (Cemento indoor)         |                                             |                                     |                              |           |                             | 1                                   | Russia                      | 3 |   |                            |                                        |                            |   |  |                                 |                                 |                                 |
|  |                                            |                                             | Germania                            | 2                            |           |                             |                                     |                             |   |   |                            |                                        |                            |   |  |                                 |                                 |                                 |
|  | 3                                          | Croazia                                     | Germania                            | 2                            | 2         |                             |                                     |                             |   |   |                            |                                        |                            |   |  |                                 |                                 |                                 |
|  | 3                                          | Croazia                                     | Ostenda, Belgio (Terra indoor)      |                              | 2         |                             |                                     |                             |   |   |                            |                                        |                            |   |  |                                 |                                 |                                 |
|  |                                            | Germania                                    | 3                                   |                              |           |                             |                                     |                             |   |   |                            |                                        |                            |   |  |                                 |                                 |                                 |
|  |                                            | Germania                                    | 3                                   |                              | Germania  | 3                           |                                     |                             |   |   |                            |                                        |                            |   |  |                                 |                                 |                                 |
|  | Liegi, Belgio (Terra indoor)               |                                             |                                     |                              | Germania  | 3                           |                                     |                             |   |   |                            |                                        |                            |   |  |                                 |                                 |                                 |
|  |                                            |                                             | Belgio                              | 2                            |           |                             |                                     |                             |   |   |                            |                                        |                            |   |  |                                 |                                 |                                 |
|  | 5                                          | Australia                                   | Belgio                              | 2                            | 2         |                             |                                     |                             |   |   |                            |                                        |                            |   |  |                                 |                                 |                                 |
|  | 5                                          | Australia                                   |                                     |                              | 2         |                             |                                     |                             |   |   |                            | Portland, Stati Uniti (Cemento indoor) |                            |   |  |                                 |                                 |                                 |
|  |                                            | Belgio                                      | 3                                   |                              |           |                             |                                     |                             |   |   |                            |                                        |                            |   |  |                                 |                                 |                                 |
|  |                                            |                                             |                                     |                              |           |                             |                                     |                             |   |   |                            | 1                                      | Russia                     | 1 |  |                                 |                                 |                                 |
|  | Ostrava, Repubblica Ceca (Terra indoor)    |                                             |                                     |                              |           |                             |                                     |                             |   |   |                            | 1                                      | Russia                     | 1 |  |                                 |                                 |                                 |
|  |                                            | 6                                           | Stati Uniti                         | 4                            |           |                             |                                     |                             |   |   |                            |                                        |                            |   |  |                                 |                                 |                                 |
|  |                                            | 6                                           | Stati Uniti                         | 4                            | Rep. Ceca | 1                           |                                     |                             |   |   |                            |                                        |                            |   |  |                                 |                                 |                                 |
|  |                                            | Winston-Salem, Stati Uniti (Cemento indoor) |                                     |                              | Rep. Ceca | 1                           |                                     |                             |   |   |                            |                                        |                            |   |  |                                 |                                 |                                 |
|  | 6                                          | Stati Uniti                                 | 4                                   |                              |           |                             |                                     |                             |   |   |                            |                                        |                            |   |  |                                 |                                 |                                 |
|  | 6                                          | Stati Uniti                                 | 4                                   |                              | 6         | Stati Uniti                 | 4                                   |                             |   |   |                            |                                        |                            |   |  |                                 |                                 |                                 |
|  | Ginevra, Svizzera (Sintetico indoor)       |                                             |                                     |                              | 6         | Stati Uniti                 | 4                                   |                             |   |   |                            |                                        |                            |   |  |                                 |                                 |                                 |
|  |                                            | 4                                           | Spagna                              | 1                            |           |                             |                                     |                             |   |   |                            |                                        |                            |   |  |                                 |                                 |                                 |
|  |                                            | 4                                           | Spagna                              | 1                            | Svizzera  | 2                           |                                     |                             |   |   |                            |                                        |                            |   |  |                                 |                                 |                                 |
|  |                                            |                                             |                                     |                              | Svizzera  | 2                           | Göteborg, Svezia (Sintetico indoor) |                             |   |   |                            |                                        |                            |   |  |                                 |                                 |                                 |
|  | 4                                          | Spagna                                      | 3                                   |                              |           |                             |                                     |                             |   |   |                            |                                        |                            |   |  |                                 |                                 |                                 |
|  | 4                                          | Spagna                                      | 3                                   |                              |           |                             |                                     |                             |   | 6 | Stati Uniti                | 4                                      |                            |   |  |                                 |                                 |                                 |
|  | Minsk, Bielorussia (Cemento indoor)        |                                             |                                     |                              |           |                             |                                     |                             |   | 6 | Stati Uniti                | 4                                      |                            |   |  |                                 |                                 |                                 |
|  |                                            |                                             | Svezia                              | 1                            |           |                             |                                     |                             |   |   |                            |                                        |                            |   |  |                                 |                                 |                                 |
|  |                                            | Svezia                                      | Svezia                              | 1                            | 3         |                             |                                     |                             |   |   |                            |                                        |                            |   |  |                                 |                                 |                                 |
|  |                                            | Svezia                                      | Göteborg, Svezia (Sintetico indoor) |                              | 3         |                             |                                     |                             |   |   |                            |                                        |                            |   |  |                                 |                                 |                                 |
|  | 8                                          | Bielorussia                                 | 2                                   |                              |           |                             |                                     |                             |   |   |                            |                                        |                            |   |  |                                 |                                 |                                 |
|  | 8                                          | Bielorussia                                 | 2                                   |                              |           | Svezia                      | 4                                   |                             |   |   |                            |                                        |                            |   |  |                                 |                                 |                                 |
|  | Linz, Austria (Sintetico indoor)           |                                             |                                     |                              |           | Svezia                      | 4                                   |                             |   |   |                            |                                        |                            |   |  |                                 |                                 |                                 |
|  |                                            | 2                                           | Argentina                           | 1                            |           |                             |                                     |                             |   |   |                            |                                        |                            |   |  |                                 |                                 |                                 |
|  |                                            | 2                                           | Argentina                           | 1                            | Austria   | 1                           |                                     |                             |   |   |                            |                                        |                            |   |  |                                 |                                 |                                 |
|  |                                            |                                             |                                     |                              | Austria   | 1                           |                                     |                             |   |   |                            |                                        |                            |   |  |                                 |                                 |                                 |
|  | 2                                          | Argentina                                   | 4                                   |                              |           |                             |                                     |                             |   |   |                            |                                        |                            |   |  |                                 |                                 |                                 |

### Finale
| Stati Uniti 4 | Memorial Coliseum, Portland, Stati Uniti 30 novembre - 2 dicembre 2007 Cemento (indoor) | Memorial Coliseum, Portland, Stati Uniti 30 novembre - 2 dicembre 2007 Cemento (indoor) | Russia 1 |      |      |      |   |  |
| \| \| \| \| 1 \| 2 \| 3 \| 4 \| 5 \| \| \| - \| \| -------------------------------------------------------- \| ---- \| ---- \| ---- \| ---- \| - \| \| \| 1 \| \| Andy Roddick Dmitrij Tursunov \| 6 4 \| 6 4 \| 6 2 \| \| \| \| \| 2 \| \| James Blake Michail Južnyj \| 6 3 \| 7 65 \| 64 7 \| 7 64 \| \| \| \| 3 \| \| Bob Bryan / Mike Bryan Igor' Andreev / Nikolaj Davydenko \| 7 65 \| 6 4 \| 6 2 \| \| \| \| \| 4 \| \| Bob Bryan Igor' Andreev \| 3 6 \| 65 7 \| \| \| \| \| \| 5 \| \| James Blake Dmitrij Tursunov \| 1 6 \| 6 3 \| 7 5 \| \| \| \| |                                                                                         |                                                                                         |          |      |      |      |   |  |
| |                                                                                         |                                                                                         | 1        | 2    | 3    | 4    | 5 |  |
| 1 | Stati Uniti (bandiera) · Russia (bandiera)                                              | Andy Roddick Dmitrij Tursunov                                                           | 6 4      | 6 4  | 6 2  |      |   |  |
| 2 | Stati Uniti (bandiera) · Russia (bandiera)                                              | James Blake Michail Južnyj                                                              | 6 3      | 7 65 | 64 7 | 7 64 |   |  |
| 3 | Stati Uniti (bandiera) · Russia (bandiera)                                              | Bob Bryan / Mike Bryan Igor' Andreev / Nikolaj Davydenko                                | 7 65     | 6 4  | 6 2  |      |   |  |
| 4 | Stati Uniti (bandiera) · Russia (bandiera)                                              | Bob Bryan Igor' Andreev                                                                 | 3 6      | 65 7 |      |      |   |  |
| 5 | Stati Uniti (bandiera) · Russia (bandiera)                                              | James Blake Dmitrij Tursunov                                                            | 1 6      | 6 3  | 7 5  |      |   |  |

## Turno di qualificazione al Gruppo Mondiale
- Date: 21-23 settembre

| Città (Superficie)                        | Squadra ospitante | Punteggio | Squadra ospite  |
| ----------------------------------------- | ----------------- | --------- | --------------- |
| Belgrado, Serbia (Terra indoor)           | Serbia            | 4-1       | Australia (2)   |
| Innsbruck, Austria (Sintetico indoor)     | Austria (8)       | 4-1       | Brasile         |
| Lima, Perù (Terra)                        | Perù              | 4-1       | Bielorussia (4) |
| Ramat HaSharon, Israele (Cemento)1        | Israele           | 3-2       | Cile (5)        |
| Wimbledon, Gran Bretagna (erba)           | Regno Unito       | 4-1       | Croazia (1)     |
| Praga, Repubblica Ceca (Sintetico indoor) | Rep. Ceca (7)     | 3-2       | Svizzera        |
| Osaka, Giappone (Sintetico indoor)        | Giappone          | 2-3       | Romania (6)     |
| Bratislava, Slovacchia (Terra indoor)     | Slovacchia (3)    | 2-3       | Corea del Sud   |

1 Giocata il 20, 21 e 23 settembre, a causa dello Yom Kippur che si è celebrato il 22.
- Gran Bretagna, Israele, Perù, Serbia e Corea del Sud promosse al Gruppo Mondiale della Coppa Davis 2008.
- Austria, Repubblica Ceca e Romania rimangono nel Gruppo Mondiale della Coppa Davis 2008.
- Brasile (Am), Giappone (AO) e Slovacchia (EA) rimangono nel Gruppo I della Coppa Davis 2008.
- Australia (AO), Bielorussia (EA), Cile (Am), Croazia (EA) e Svizzera (EA) retrocesse nel Gruppo I della Coppa Davis 2008.

## Zona Americana

### Gruppo I
Squadre partecipanti
- Brasile — promossa al Turno di qualificazione al Gruppo Mondiale
- Canada
- Colombia
- Messico
- Perù — promossa al Turno di qualificazione al Gruppo Mondiale
- Venezuela — retrocessa nel Gruppo II della Coppa Davis 2008

### Gruppo II
Squadre partecipanti
- Antille Olandesi
- Cuba — retrocessa nel Gruppo III della Coppa Davis 2008
- Ecuador
- El Salvador
- Giamaica — retrocessa nel Gruppo III della Coppa Davis 2008
- Paraguay
- Rep. Dominicana
- Uruguay — promossa al Gruppo I della Coppa Davis 2008

### Gruppo III
Squadre partecipanti
- Bahamas — promossa al Gruppo II della Coppa Davis 2008
- Barbados
- Bolivia — promossa al Gruppo II della Coppa Davis 2008
- Costa Rica — retrocessa nel Gruppo IV della Coppa Davis 2008
- Guatemala
- Haiti — retrocessa nel Gruppo IV della Coppa Davis 2008
- Panama
- Porto Rico

### Gruppo IV
Squadre partecipanti
- Aruba — promossa al Gruppo III della Coppa Davis 2008
- Honduras — promossa al Gruppo III della Coppa Davis 2008
- Isole Vergini Americane
- Trinidad e Tobago
- Bermuda (ritirata)
- Caraibi dell'Est (ritirata)
- Saint Lucia (ritirata)

## Zona Asia/Oceania

### Gruppo I
Squadre partecipanti
- Cina — retrocessa nel Gruppo II della Coppa Davis 2008
- Corea del Sud — promossa al Turno di qualificazione al Gruppo Mondiale
- Giappone — promossa al Turno di qualificazione al Gruppo Mondiale
- India
- Kazakistan
- Taipei cinese
- Thailandia
- Uzbekistan

### Gruppo II
Squadre partecipanti
- Filippine — promossa al Gruppo I della Coppa Davis 2008
- Hong Kong
- Indonesia
- Iran — retrocessa nel Gruppo III della Coppa Davis 2008
- Kuwait
- Nuova Zelanda
- Oceania Pacifica
- Pakistan — retrocessa nel Gruppo III della Coppa Davis 2008

### Gruppo III
Squadre partecipanti
- Arabia Saudita — retrocessa nel Gruppo IV della Coppa Davis 2008
- Emirati Arabi Uniti
- Libano — promossa al Gruppo II della Coppa Davis 2008
- Malaysia
- Oman — promossa al Gruppo II della Coppa Davis 2008
- Singapore — retrocessa nel Gruppo IV della Coppa Davis 2008
- Sri Lanka
- Vietnam

### Gruppo IV
Squadre partecipanti
- Bahrein
- Bangladesh
- Birmania
- Brunei
- Giordania
- Iraq
- Qatar
- Siria — promossa al Gruppo III della Coppa Davis 2008
- Tagikistan — promossa al Gruppo III della Coppa Davis 2008
- Turkmenistan

## Zona Europea/Africana

### Gruppo I
Squadre partecipanti
- Georgia
- Israele — promossa al Turno di qualificazione al Gruppo Mondiale
- Italia
- Lussemburgo — retrocessa nel Gruppo II della Coppa Davis 2008
- Macedonia
- Paesi Bassi
- Portogallo — retrocessa nel Gruppo II della Coppa Davis 2008
- Regno Unito — promossa al Turno di qualificazione al Gruppo Mondiale
- Serbia — promossa al Turno di qualificazione al Gruppo Mondiale
- Slovacchia — promossa al Turno di qualificazione al Gruppo Mondiale

### Gruppo II
Squadre partecipanti
- Algeria
- Bulgaria — retrocessa nel Gruppo III della Coppa Davis 2008
- Cipro
- Danimarca
- Estonia — retrocessa nel Gruppo III della Coppa Davis 2008
- Finlandia
- Grecia
- Lettonia - promossa al Gruppo I della Coppa Davis 2008
- Marocco
- Monaco
- Nigeria — retrocessa nel Gruppo III della Coppa Davis 2008
- Norvegia — retrocessa nel Gruppo III della Coppa Davis 2008
- Polonia - promossa al Gruppo I della Coppa Davis 2008
- Slovenia
- Ucraina
- Ungheria

### Gruppo III

#### Girone 1
Squadre partecipanti
- Bosnia ed Erzegovina
- Egitto — promossa al Gruppo II della Coppa Davis 2008
- Irlanda — promossa al Gruppo II della Coppa Davis 2008
- Islanda — retrocessa nel Gruppo IV della Coppa Davis 2008
- Lituania
- Moldavia
- San Marino — retrocessa nel Gruppo IV della Coppa Davis 2008
- Turchia

#### Girone 2
Squadre partecipanti
- Costa d'Avorio
- Ghana
- Madagascar
- Mauritius — retrocessa nel Gruppo IV della Coppa Davis 2008
- Namibia — retrocessa nel Gruppo IV della Coppa Davis 2008
- Sudafrica — promossa al Gruppo II della Coppa Davis 2008
- Tunisia — promossa al Gruppo II della Coppa Davis 2008
- Zimbabwe

### Gruppo IV
Squadre partecipanti
- Andorra — promossa al Gruppo III della Coppa Davis 2008
- Armenia — promossa al Gruppo III della Coppa Davis 2008
- Botswana — promossa al Gruppo III della Coppa Davis 2008
- Montenegro — promossa al Gruppo III della Coppa Davis 2008
- Ruanda
- Azerbaigian (ritirata)
- Gabon (ritirata)
- Libia (ritirata)
- Malta (ritirata)
- Senegal (ritirata)
- Uganda (ritirata)